# Club Real América
El Club Deportivo Real América, es un club de fútbol de Bolivia con sede en ciudad de Cotoca. Fue fundado el 12 de octubre de 1968 como Real América y actualmente participa en la Primera A de la Asociación Cruceña de Fútbol.
Hasta el momento en su historia futbolística Real América nunca ha podido conseguir el ascenso a la Primera División de Bolivia objetivo que tiene muy cerca en este 2010, el equipo ha estado muy activo en Ascenso y Descenso entre la Segunda División de Bolivia y la Tercera División de Bolivia mientras que en el año 2010 unos empresarios mexicanos invirtieron en este equipo de Ascenso.

## Historia

### Histórico 2011
En el año 2011, Real América comenzó su primeros partidos como era habitual en la Asociación Cruceña de Fútbol en la primera rueda el equipo  terminó 7º entre 12 participantes pero en la segunda rueda en la cual ya tenía nuevo DT y nuevos dirigentes dio la sorpresa al ganar la rueda y así clasificarse a la liguilla final de la ACF en la cual obtuvo 2 puntos de bonificación por ganar la rueda ya antes mencionada.
En la liguilla final la cual contaba de 6 participantes volvió a ganar en el grupo el 1.er. lugar y así por primera vez en su historia ganó el título de Campeón Cruceño obteniendo su pase a la fase final con los demás campeones y subcampeones de las otras 8 asociaciones de Bolivia en busca del Ascenso a Primera División.
En esta fase final obtuvo el 1.er. lugar en su grupo y el pase para los cuartos de final allí cayó en el primer partido en su visita a Oruro con el equipo de Oruro Royal por el resultado de 2-0 pero en la vuelta jugada en Santa Cruz los Americanistas se impusieron por 3-1 y como en este torneo no vale el gol diferencia ni el gol visitante, tuvieron que ir a la tanda de penales donde ganaron los locales por 3-0 y así obtuvieron su pase a las semifinales.
En las semifinales se tenían que enfrentar con una de las sencaciones del Torneo que era García Agreda de Tarija, esta vez el primer partido se jugó en Santa Cruz donde los locales se impusieron por 3-1 y en el partido de revancha jugado en el chaco boliviano los de la ciudad de Santa Cruz obtuvieron un empate 1-1 y automáticamente su pase a la final del torneo.
En la gran final el equipo sencación (Real América) se tenía que enfrentar con un equipo experimentado como Nacional Potosí que había descendido el año 2009 de la Primera División y estaba en busca de volver al Profesionalismo, el encuentro de ida se disputó en Potosí donde a los equipos de Santa Cruz se les hace muy difícil sacar un buen resultado y Real América no fue la excepción ya que terminó cayendo por 2-0. Todas las expectativas de volcar el resultado de local y poder forzar a un encuentro de desempate en la ciudad de Cochabamba fueron marchitas después de haber culminado el partido de vuelta en Santa Cruz donde el equipo local fue claramente superior ya que tuvo 6 pelotas que fueron devueltas por las maderas del arco y cuando faltaba poco para la culminación del encuentro marró un penal que le hubiera dado la victoria, como todo el equipo estaba en procura de abrir la cuenta, en los minutos de adición el visitante se fue de contra y concretó el 0-1 el cual sería el resultado definitivo, con ello Nacional Potosí regresará a la Primera División para el 2011 mientras que Real América deberá disputar dos partidos contra Real Mamoré por el descenso/ascenso indirecto donde tratará de dar el gran paso de llegar a Primera División para el próximo año.
En los últimos años Real América ha atravesado una profunda crisis económica, lo que no le ha permitido ser protagonista en el campeonato de la Asociación Cruceña y no participar en el torneo de Segunda División del país, la Copa Simón Bolívar.

## Uniforme

### Uniformes actuales
Los colores representativos del uniforme para la temporada 2021 son los siguientes:
- Uniforme titular: Camiseta azul y roja, pantalón azul y medias blancas.
- Uniforme alternativo: Camiseta azul, pantalón azul y medias azules.

| Titular | Visitante |

## Instalaciones

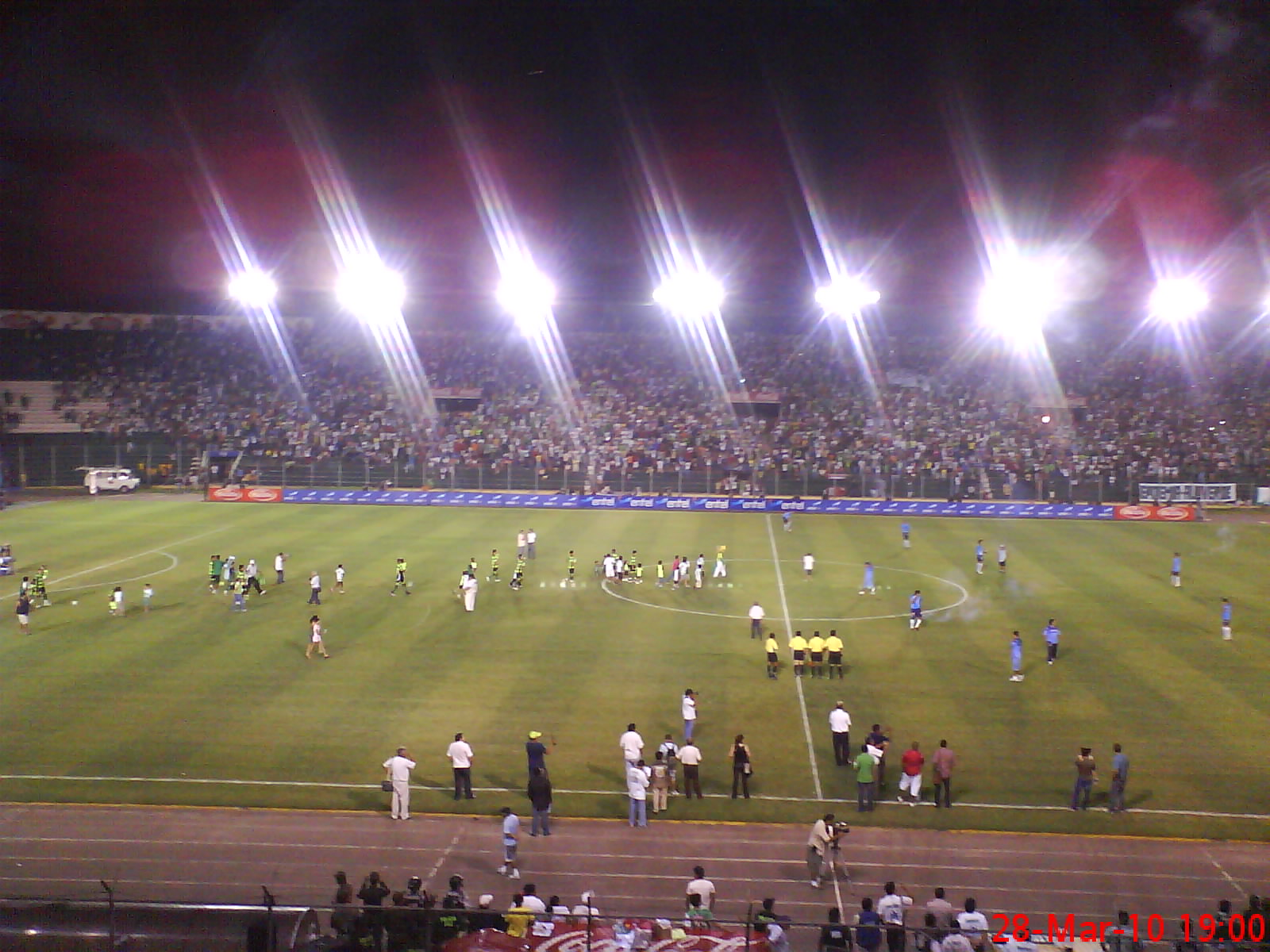
Interior del Estadio Ramón Aguilera Costas.

Real América juega de local en el Estadio Ramón Aguilera Costas más conocido como "Tahuichi", de propiedad del Gobierno Autónomo Municipal de Santa Cruz de la Sierra. Con un aforo de 38 mil espectadores, el recinto deportivo se encuentra ubicado en la calle Soliz de Olguín, en la ciudad de Santa Cruz de la Sierra. 
El estadio fue inaugurado en 1940 con el nombre de «Estadio Departamental de Santa Cruz». El estadio era utilizado por los clubes cruceños durante los torneos de Primera A y, ocasionalmente, para sus encuentros en campeonatos nacionales. Posteriormente, en 1973, el escenario fue renombrado por el entonces prefecto de Santa Cruz Widden Razuk como «Estadio Willy Bendeck» en homenaje al piloto cuatro veces campeón de automovilismo, fallecido en un accidente en 1971. No fue hasta 1980 cuando se cambió el nombre por el actual «Estadio Ramón Tahuichi Aguilera» en honor a Ramón Aguilera Costas, exfutbolista cruceño, apodado Tahuichi.
Después de su inauguración, el escenario no contó con luminarias hasta 1974. Asimismo, fue remodelado en 1971, debido a la caída de una de las tribunas, y entre 1996 y 1997, para la Copa América 1997, de la que fue una de las sedes. En 2014 se inició una nueva remodelación al estadio con una inversión cercana a los 200 millones de Bs.

## Datos del club
- Fundación: 12 de octubre de 1968.
- Temporadas en Primera División: 0.

## Palmarés

### Torneos nacionales
| Competición regional | Títulos | Subcampeonatos |
| -------------------- | ------- | -------------- |
| Copa Simón Bolívar   |         | 2010. (1)      |

### Torneos regionales (2)
| Competición regional   | Títulos        | Subcampeonatos |
| ---------------------- | -------------- | -------------- |
| Campeonato Cruceño (2) | 2010, 2015/16. |                |